# Smalkantskinnbaggar
Smalkantskinnbaggar (Rhopalidae) är en familj i insektsordningen halvvingar. Familjen är relativt liten och innehåller enligt olika uppdelningar från cirka 150 till något över 200 kända arter, i omkring 18 olika släkten. I Sverige finns 11 arter.
Smalkantskinnbaggar påminner i utseendet något om bredkantskinnbaggar, men saknar dessas breda sidokant runt kroppen. Vissa arter har dock ett mer avvikande utseende, som Chorosoma schillngii, vilken har en mycket smal kropp som närmast påminner om en styltskinnbagges, även om den saknar styltskinnbaggarnas utmärkande långa ben och antenner. Denna kroppsform ger den ett utmärkt kamouflage bland torra grässtrån. 
Många smalkantskinnbaggar har rödaktiga eller brunaktiga färger. Gråaktiga nyanser är också vanligt och vissa arter, som Leptocoris rufomarginatus från Australien, har blåaktiga inslag på vingarna. Födan består av växtsaft, främst från olika örter, men några arter lever också på vedartade växter, som buskar och träd. Som andra halvvingar har smalkantskinnbaggar ofullständig förvandling och genomgår utvecklingsstadierna ägg, nymf och imago.